# Robert Moog
Robert Arthur Moog (IPA: /ˈmoʊɡ/; New York, 23 maggio 1934 – Asheville, 21 agosto 2005) è stato un ingegnere, inventore e imprenditore statunitense, fondatore della Moog Music, fra le prime a produrre sintetizzatori elettronici a tastiera.

## Biografia
Nato a New York in una famiglia di origine tedesca (da cui la pronuncia /ˈmoʊɡ/ del suo cognome), si laureò in ingegneria elettronica alla Columbia University. Il cugino Bill Moog, anch'egli inventore, fondò la Moog, attiva nel settore aerospaziale.
Fu l'inventore di uno dei primi sintetizzatori musicali a tastiera nel 1963, utilizzando le sonorità del Theremin. Esattamente dieci anni prima aveva visto in funzione un sequencer elettromeccanico, il Wall of Sound, costruito da Raymond Scott, probabilmente il primo compositore-inventore di strumenti e musica elettronica (suono e ritmo entrambi artificiali). I contatti con Scott, di ventisei anni più anziano, furono professionalmente importanti per Moog come lui stesso riporta nelle sue memorie, citate sul sito ufficiale di Scott. A partire dalla fine degli anni sessanta i sintetizzatori di Moog divennero i più apprezzati e il nome stesso "Moog" si tramutò in sinonimo di sintetizzatore. Proprio nel momento in cui il modello Minimoog stava per ottenere successo internazionale, Moog dovette vendere la proprietà dell'azienda omonima per la produzione di strumenti musicali da lui fondata, rimanendone comunque il direttore.
Questo strumento permise l'uso di sonorità nuove, tracciando un'innovazione nella storia della musica rock. Importanti furono i contributi di musicisti come Herbert Deutsch e Wendy Carlos che lo aiutarono nella progettazione. Fu proprio di Wendy Carlos il primo successo discografico (basato sulle notazioni classiche di Bach) suonato interamente con il Moog: Switched on Bach. Molti gruppi usarono il Moog e il Minimoog; tra i primi The Beatles, The Moody Blues, i Tangerine Dream e i Kraftwerk (Ralf Hütter usava il Model D). Tra gli utilizzatori che hanno reso più famoso questo sintetizzatore vi sono (specialmente) Keith Emerson e anche Rick Wakeman, oltre ad innumerevoli altri. Nel mondo del jazz Sun Ra fu il primo ad usare il minimoog ricevuto dallo stesso Moog nel 1969. Si trattava di un prototipo del Model B, versione seminale del futuro modello commerciale.
Moog morì il 21 agosto 2005 a causa di un tumore al cervello.